# Bułgaria na zimowych igrzyskach olimpijskich
Bułgaria  startuje na zimowych IO od 1936 roku. Najwięcej medali Bułgaria zdobyła w roku 2002.

## Klasyfikacja medalowa
| Olimpiada           | Złoto | Srebro | Brąz | Razem |
| ------------------- | ----- | ------ | ---- | ----- |
| 1980 Lake Placid    | 0     | 0      | 1    | 1     |
| 1998 Nagano         | 1     | 0      | 0    | 1     |
| 2002 Salt Lake City | 0     | 1      | 2    | 3     |
| 2006 Turyn          | 0     | 1      | 0    | 1     |
| 2014 Soczi          |       |        |      |       |
| Razem               | 1     | 2      | 3    | 6     |

### Według dyscyplin
| Dyscyplina        | Złoto | Srebro | Brąz | Razem |
| ----------------- | ----- | ------ | ---- | ----- |
| short track       | 0     | 2      | 1    | 3     |
| biathlon          | 1     | 0      | 1    | 2     |
| biegi narciarskie | 0     | 0      | 1    | 1     |